# Attentat de Gossi du 10 mai 2013
L'attentat de Gossi se déroule le 10 mai 2013 lorsqu'une patrouille de l'armée malienne est attaquée par des rebelles islamistes du MUJAO, dans la ville de Gossi, situé dans la région de Tombouctou.

## Déroulement
Trois kamikazes à pied attaquent un barrage. Ils se font exploser devant les militaires, ou bien sont abattus par les soldats maliens. Trois kamikazes sont tués sur le coup, un quatrième meurt de ses blessures. Le bilan officiel fourni par les autorités fait état de 4 morts parmi les islamistes, dont un des suites de ses blessures, et de 2 blessés parmi les soldats maliens. Aucune victime civile n'est évoquée. 
Le même jour, des soldats nigériens de la MISMA sont pris pour cible à Ménaka. 1 kamikaze est tué et on ne déplore pas de pertes du côté nigérien. Selon le récit d'une source militaire nigérienne à l'AFP : « Vers 5 heures locales, un kamikaze à bord d'une voiture a forcé l'entrée de notre camp militaire à Ménaka. Nous avons fait usage de nos armes, le kamikaze s'est fait exploser. Il est mort, mais nous n'avons pas de victimes dans nos rangs »,.
Le 11 mai, les deux attentats sont revendiqués par le MUJAO, par le biais d'Alioune Touré, ancien chef de la Police islamique à Gao,.